# Leichtathletik-Weltmeisterschaften 2019/Teilnehmer (Ungarn)
| Gelbes Symbol für Goldmedaillen mit stilisierten Olympischen Ringen | Graues Symbol für Silbermedaillen mit stilisierten Olympischen Ringen | Braundes Symbol für Bronzemedaillen mit stilisierten Olympischen Ringen |
| ------------------------------------------------------------------- | --------------------------------------------------------------------- | ----------------------------------------------------------------------- |
| —                                                                   | —                                                                     | 1                                                                       |

Der Leichtathletikverband von Ungarn nimmt an den Leichtathletik-Weltmeisterschaften 2019 in Doha teil. 15 Athletinnen und Athleten wurden vom ungarischen Verband nominiert.

## Ergebnisse

### Frauen

#### Laufdisziplinen
| Athletin                | Disziplin        | Vorlauf     | Vorlauf | Halbfinale | Halbfinale | Finale    | Finale |
| Athletin                | Disziplin        | Zeit        | Platz   | Zeit       | Platz      | Zeit      | Platz  |
| ----------------------- | ---------------- | ----------- | ------- | ---------- | ---------- | --------- | ------ |
| Gréta Kerekes           | 100 m Hürden     | 13,11 s     | 24      | DNQ        | DNQ        | –         | –      |
| Luca Kozák              | 100 m Hürden     | 13,00 s     | 21      | 12,87 s SB | 13         | DNQ       | DNQ    |
| Viktória Wagner-Gyürkés | 3000 m Hindernis | 9:52,11 min | 37      |            |            | DNQ       | DNQ    |
| Viktória Madarász       | 20 km Gehen      |             |         |            |            | 1:47:38 h | 39     |

#### Sprung/Wurf
| Athletin          | Disziplin   | Qualifikation | Qualifikation | Finale     | Finale |
| Athletin          | Disziplin   | Weite/Höhe    | Platz         | Weite/Höhe | Platz  |
| ----------------- | ----------- | ------------- | ------------- | ---------- | ------ |
| Petra Farkas      | Weitsprung  | 6,44 m        | 23            | DNQ        | DNQ    |
| Anasztázia Nguyen | Weitsprung  | 6,54 m        | 11            | 6,26 m     | 12     |
| Anita Márton      | Kugelstoßen | 18,44 m       | 09            | 18,86 m    | 05     |
| Réka Gyurátz      | Hammerwurf  | 67,41 m       | 23            | DNQ        | DNQ    |
| Réka Szilágyi     | Speerwurf   | 56,26 m       | 25            | DNQ        | DNQ    |

#### Siebenkampf
| Athletin      | Disziplin | 100 m Hürden     | Hochsprung       | Kugelstoßen      | 200 m            | Weitsprung       | Speerwurf        | 800 m            | Punkte           | Platz            |
| ------------- | --------- | ---------------- | ---------------- | ---------------- | ---------------- | ---------------- | ---------------- | ---------------- | ---------------- | ---------------- |
| Xénia Krizsán | Ergebnis  | DNS (Verletzung) | DNS (Verletzung) | DNS (Verletzung) | DNS (Verletzung) | DNS (Verletzung) | DNS (Verletzung) | DNS (Verletzung) | DNS (Verletzung) | DNS (Verletzung) |
| Xénia Krizsán | Punkte    | DNS (Verletzung) | DNS (Verletzung) | DNS (Verletzung) | DNS (Verletzung) | DNS (Verletzung) | DNS (Verletzung) | DNS (Verletzung) | DNS (Verletzung) | DNS (Verletzung) |

### Männer

#### Laufdisziplinen
| Athlet           | Disziplin    | Vorlauf | Vorlauf | Halbfinale | Halbfinale | Finale    | Finale |
| Athlet           | Disziplin    | Zeit    | Platz   | Zeit       | Platz      | Zeit      | Platz  |
| ---------------- | ------------ | ------- | ------- | ---------- | ---------- | --------- | ------ |
| Valdó Szűcs      | 110 m Hürden | 13,60 s | 22      | DNQ        | DNQ        | –         | –      |
| Máté Helebrandt  | 50 km Gehen  |         |         |            |            | DNF       | DNF    |
| Bence Venyercsán | 50 km Gehen  |         |         |            |            | 4:45:04 h | 26     |

#### Sprung/Wurf
| Athlet              | Disziplin  | Qualifikation | Qualifikation | Finale     | Finale |
| Athlet              | Disziplin  | Weite/Höhe    | Platz         | Weite/Höhe | Platz  |
| ------------------- | ---------- | ------------- | ------------- | ---------- | ------ |
| János Huszák        | Diskuswurf | 60,45 m       | 28            | DNQ        | DNQ    |
| Bence Halász        | Hammerwurf | 76,90 m       | 06            | 78,18 m    | Bronze |
| Krisztián Pars      | Hammerwurf | 73,05 m       | 22            | DNQ        | DNQ    |
| Norbert Rivasz-Tóth | Speerwurf  | 83,42 m NR    | 09            | 79,76 m    | 9      |